# Architectural rendering

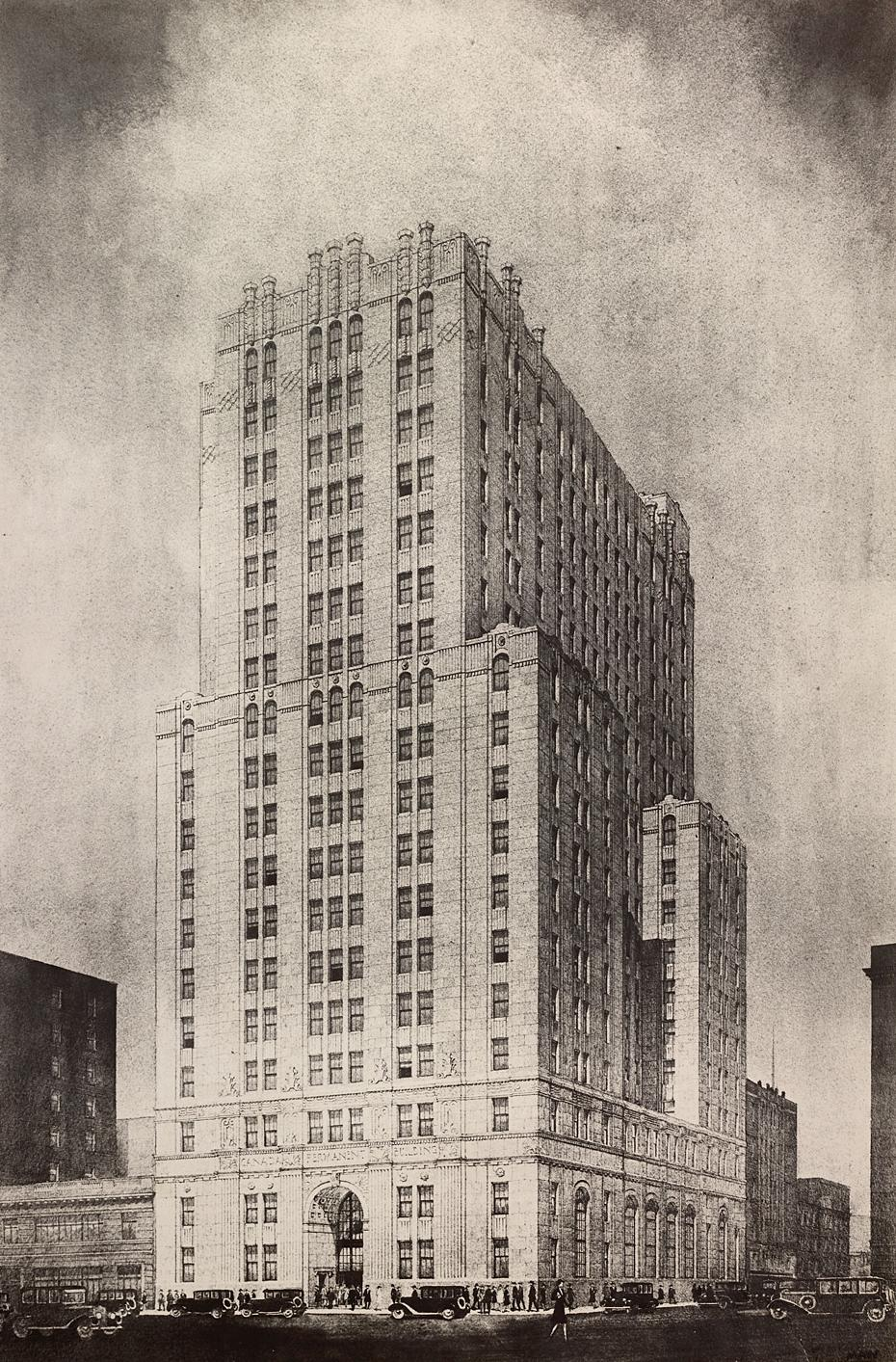
Canadese voorbeeld van met de hand getekende rendering

Architectural rendering, of architectural illustration, is een tekening die een indruk/ sfeer weergeeft van wat een architect in de technische tekening heeft ontworpen.
Veelal werden snel getekende schetsen van de architecten gebruikt om zo een indruk te geven van het gebouw. Toch werden er, als er een presentatie moest komen, grote tekeningen vervaardigd van het project en deze werden dan zo vervaardigd dat het leek of het project al bestond.
Met de introductie van de computer en hun diverse programma’s is het beroep architectural illustrator zo goed als verdwenen. De architecten kunnen nu zelf hun project plaatsen in een mooie omgeving om snel een indruk te geven van het totale beeld van het project.
Het maken van architectural renderings door kunstenaars is zo goed als komen te vervallen en is overgegaan naar computer graphics. Architecten die niet zo gecharmeerd zijn van het steriele plaatje dat een computer weergeeft blijven bij de Architectural renderings, maar meestal noemen ze dat dan "artist's impression".

## Architectural rendering als kunst
Veelal werden deze tekeningen gemaakt door kunstenaars die de kunst van het perspectief leggen begrepen.
Als eenmaal het gebouw op papier staat als lijntekening kan de kunstenaar het landschap daaromheen bepalen en het gebouw plaatsen of het er al jaren staat.
Dergelijke tekeningen waren een kunstwerk op zich en de tekening werd ook door veel mensen later nog opgehangen als herinnering aan de start van hun project.

## Computer gemaakte Architectural renderings
Ook wel fotorealistische renderings genoemd, die worden gemaakt door zeer complexe computerprogramma’s waarbij gebruik wordt gemaakt van foto’s waar het project in geplaatst wordt.
Deze worden meestal gemaakt voor presentaties voor klanten en voor marktonderzoek.
Alles is gemaakt in de juiste proporties en wordt geprojecteerd in de juiste omgeving, met de juiste kleuren en materialen.
Doordat het beeld gecreëerd is op de computer is het te gebruiken als:
- Statisch beeld (een televisiebeeld dat stilstaat).
- Of een beeld waardoorheen kan worden gelopen of overheen kan worden gevlogen als een film.
- Virtuele toer.
- Panoramabeelden.
- Licht en schaduw studie rendering (siagraphy).

Bij makelaars spelen de 3D presentaties een grote rol. Zo kunnen de klanten zien hoe hun huis/gebouw er later uit gaat zien.

## Architectural rendering als beroep
In de hogere klassen van École des Beaux-Arts wordt het maken van een Architectural rendering geleerd.
In de Nederlandse kunstwereld is nog geen duidelijke opleiding en zijn de mensen die de techniek van perspectieftekening beheersten, degenen die dit soort werk maken.
Om een Architectural illustrator te worden moet men goede kennis hebben van 3D computerprogramma’s, en het werk van architect en ontwerper begrijpen. Er moet namelijk veel met deze mensen overlegd worden.
De universitaire opleiding die gevolgd kan worden in Amerika zal zowel de kant van de kunst als het belichten van bouwen en bouwmaterialen behandelen.